# Bjørnafjorden (commune)
Pour les articles homonymes, voir Bjørnafjorden (homonymie).
Bjørnafjorden est une kommune du Midthordland dans le comté de Vestland, qui a été créée le 1er janvier 2020 par la fusion des communes d'Os et de Fusa.
Le nom fait référence au Bjørnafjorden qui borde la commune. La commune est voisine de Bergen au nord-ouest, Samnanger au nord, Kvam à l'est, Kvinnherad au sud-est et Tysnes et Austevoll de l'autre côté du Bjørnafjord au sud.
À sa création en 2020, la commune avait 24 908 habitants.

## Géographie
La commune de Bjørnafjorden est située au nord et à l'ouest du fjord éponyme. Au nord du Bjørnafjord débute le Fusafjord, qui se divise plus loin entre le Samnangerfjord, l'Ådlandsfjord et l'Eikelandsfjord. Au nord-est de la commune, à la limite avec Kvam et Samnanger, se trouve une grande zone montagneuse incluant la plus haute montagne de la commune, Tveitakvitingen avec ses 1 299 mètres d'altitude.

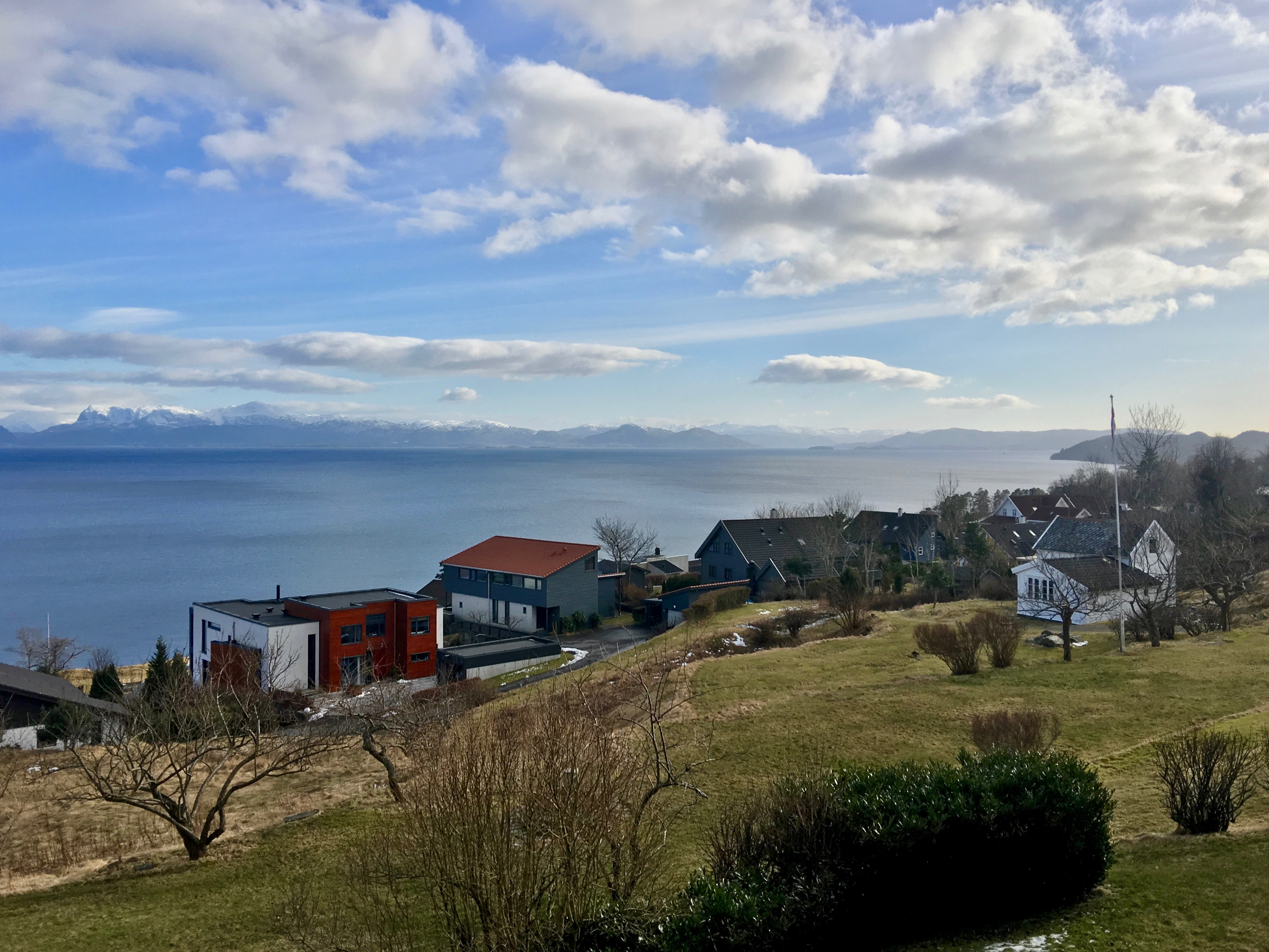
Le Fusafjord vu d'Osøyro.

Dans la partie orientale de Bjørnafjorden, qui est constituée de l'ancienne commune de Fusa, se trouvent plusieurs lacs, comme le Skogseidvatnet, qui est le plus grand de la municipalité. Autour d'Osøyro à l'ouest de la commune, se trouvent également d'autres lacs. La rivière Oselva vient du sud de Bergen, et alimente plusieurs de ces lacs avant de se jeter dans le Fusafjord à Osøyro.
La côte est dentelée au sud d'Osøyro, entre le Lysefjord et le Fusafjord, avec un grand archipel connu sous le noms de Søre Øyane. La plus grande île y est Strøno.
L'est du Fusafjord et du Samnangerfjord est riche en phyllites et schistes de mica. Encore plus à l'est de la commune dominent le gneiss et le quartzite. On trouve des schistes verts à l'est des lacs Gjønavatnet et Skogseidsvatnet. Il y a du gabbro à la limite avec Bergen et Samnanger.  Sur la presqu'île entre le Lysefjord et le Fusafjord alternent les ceintures de phyllites et de schistes d'une part et les roches volcaniques comme le schiste vert et le gabbro d'autre part.

## Société

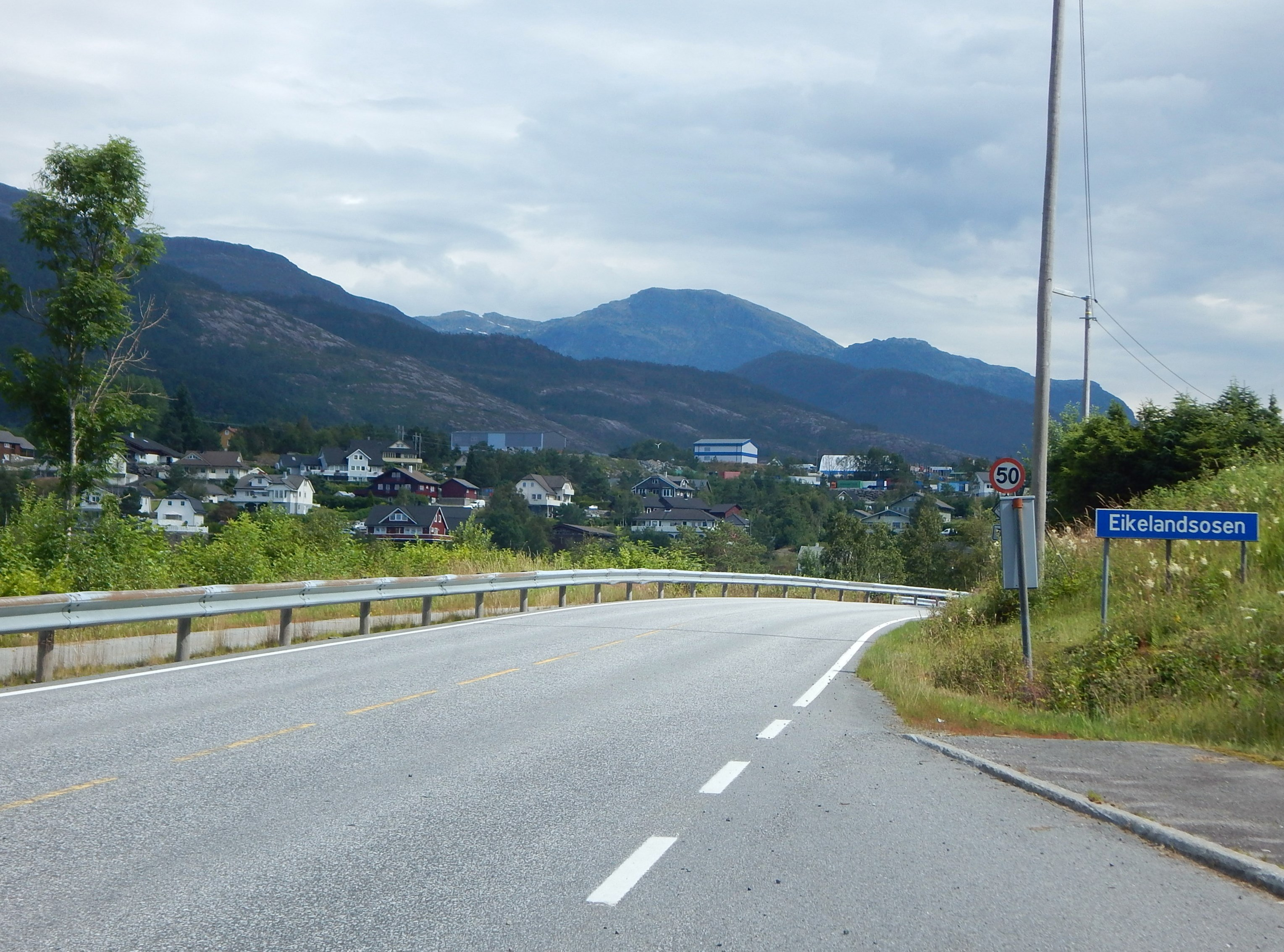
Le village de Eikelandsosen dans la partie orientale de Bjørnafjorden.

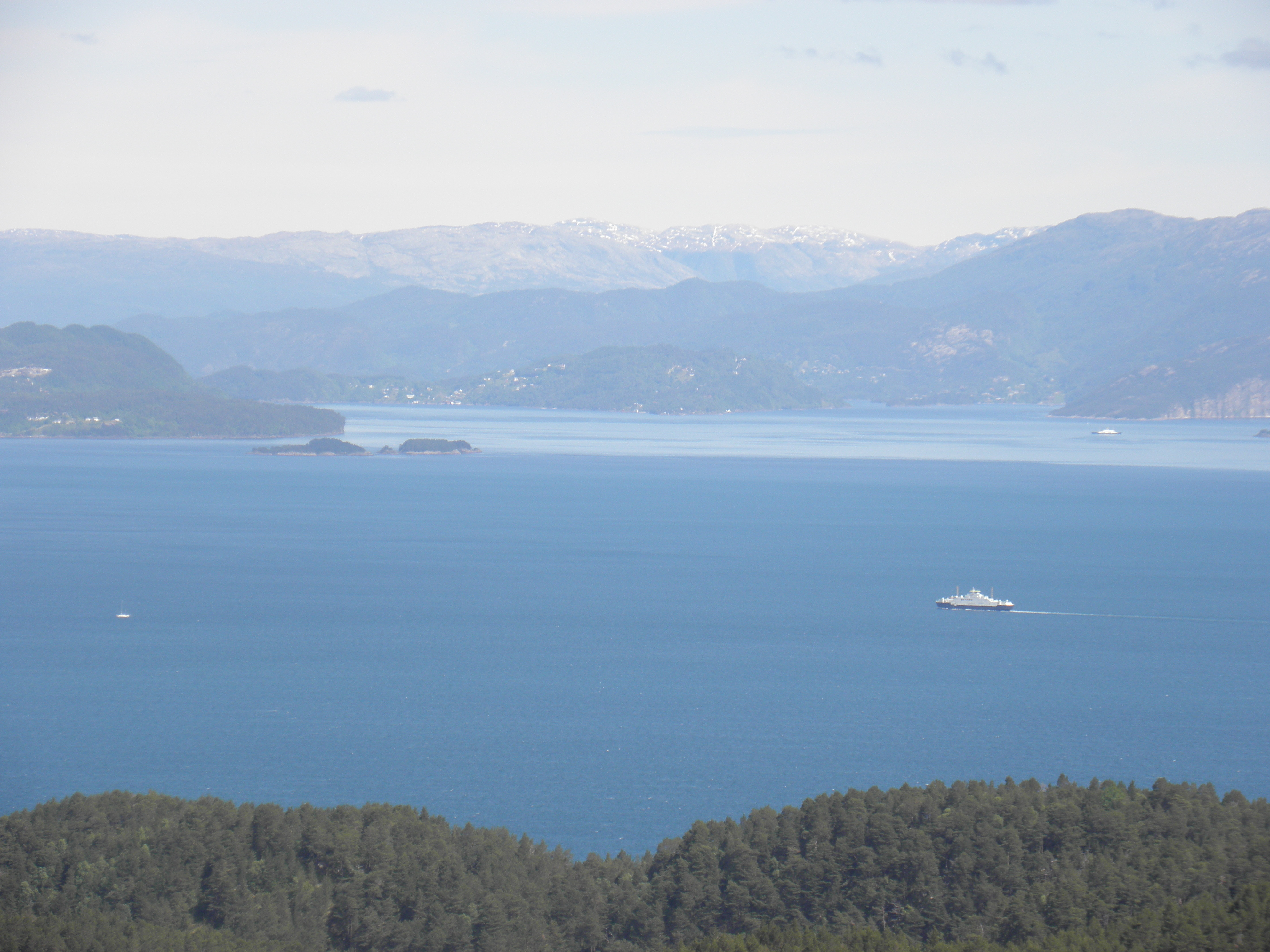
Ferries sur la liaison de Haljem à Sandvikvåg.

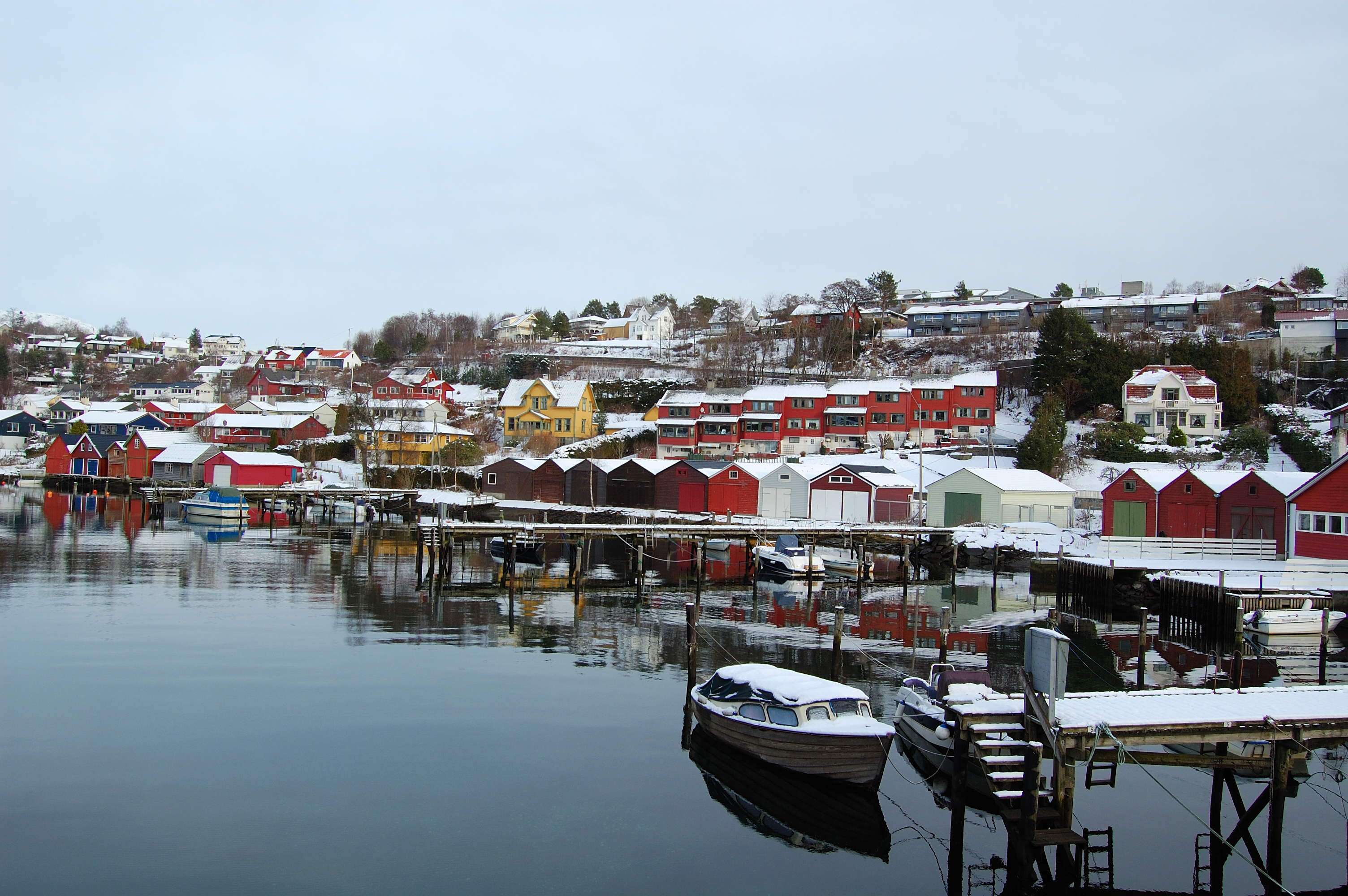
Port d'Osøyro

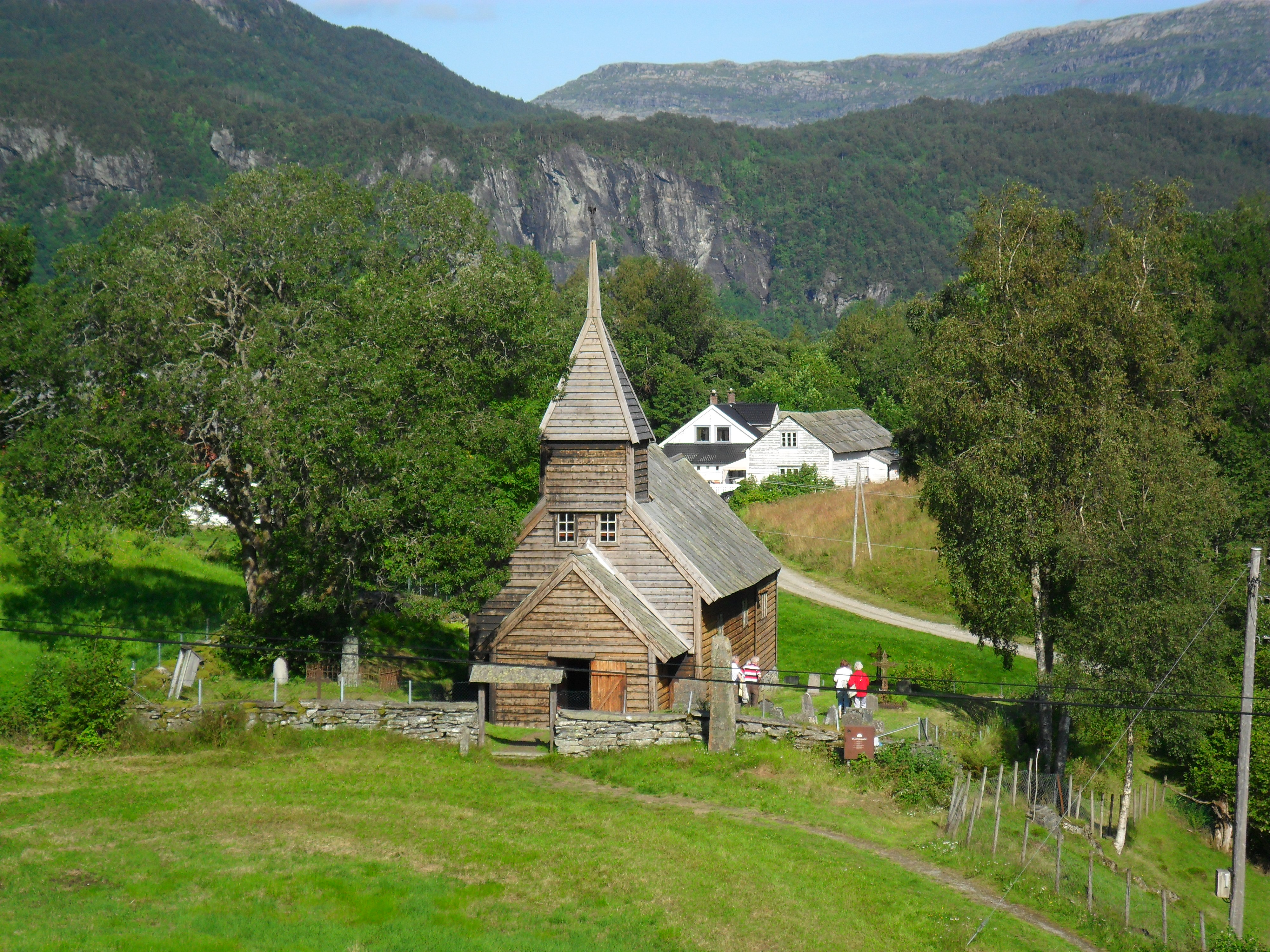
Église de Holdus dans la vallée Hålandsdalen.

### Histoire
La municipalité de Bjørnafjorden a été créée le 1er janvier 2020 par la fusion des municipalités de Os et Fusa,.

### Héraldique
Le blason de Bjørnafjorden représente un oselvar jaune avec des vagues jaunes sur un fond bleu. L'oselvar est un bateau utilitaire originaire de la région. Les vagues symbolisent le rosemaling (art traditionnel) d'Os, et les marmites du diable de Koldal à Fusa.

### Transport
La route européenne 39 (E39) traverse Bjørnafjorden, et la relie à  Bergen au nord. De Halhjem au sud de Osøyro partent des bacs vers Sandvikvåg dans la commune de Fitjar au sud. Cette traversée fait partie de l'itinéraire de l'E39.
Le bac Halhjem-Våge relie Bjørnefjord à la commune de Tysnes. La route comtale 552 part d'Osøyro et va à Eikelandsosen, avec une traversée en ferry du Fusafjord. La route comtale 579 remonte le Samnangerfjord vers le nord-est jusqu'à la commune de Samnanger.
La route comtale 48 traverse la partie orientale de la municipalité, et part de Gjermundshamn dans la commune de Kvinnherad pour rejoindre Eikelandsosen en traversant Samnanger.
La route comtale 549 descend vers Tysnesøya à Tysnes au sud-est et se sépare de la route comtale 48 à Kilen.
De fréquents bus relient Osøyro avec le centre de Bergen. Le bateau express Hardangerfjordekspressen circule entre Bergen, Flesland (quartier de l'aéroport), Osøyro et Rosendal. Des trains circulaient jusqu'en 1935 entre Os et Nesttun à Bergen.

### Santé et éducation
L'hôpital côtier de Hagavik, un établissement orthopédique géré l'organisme public Helse Bergen se trouve à l'ouest d'Osøyro.
La commune a trois lycées, le lycée d'Os, le lycée de Fusa et Os gymnas. Il y a 14 écoles élementaires et 3 collèges publics ainsi que trois écoles privées.

### Religion
Bjørnafjorden est divisée entre la paroisse d'Os du prévôté (prosti) de Fana et la paroisse de Fusa du prévôté de Hardanger et Voss dans le diocèse luthérien de Bjørgvin.
Les églises de Fusa, Holdhus, Hålandsdal, Nore Neset, Os, Strandvik et Sundvor ainsi que la chapelle de Sævareid se trouvent dans la commune.

## Politique

### Élection municipale 2019
| Parti                                | Proportion | Proportion | Voix   | Voix   | Sièges au Conseil municipal | Sièges au Conseil municipal | Membres du collège exécutif |
| ------------------------------------ | ---------- | ---------- | ------ | ------ | --------------------------- | --------------------------- | --------------------------- |
| Parti                                | %          | ±          | total  | ±      | total                       | ±                           | Membres du collège exécutif |
| Parti du progrès (populiste)         | 31,9       | -2,9       | 4 222  | +245   | 12                          | -5                          | 3                           |
| Parti travailliste                   | 20,8       | +0,4       | 2 775  | +424   | 8                           | -5                          | 1                           |
| Parti du centre (agrarien)           | 15,1       | +6,9       | 2 001  | +1 063 | 5                           | -3                          | 1                           |
| Høyre (conservateurs)                | 13,5       | +0,8       | 1 784  | +335   | 5                           | -2                          | 1                           |
| Parti de l'environnement - Les Verts | 9,1        | +4,4       | 1 198  | +671   | 3                           | +1                          | 1                           |
| Parti populaire chrétien             | 3,7        | -1,7       | 484    | -124   | 1                           | -3                          | 1                           |
| Parti socialiste de gauche           | 3,0        | +1,0       | 391    | +172   | 1                           | +1                          | 0                           |
| Venstre (socio-libéraux)             | 1,9        | -4,3       | 253    | -452   | 0                           | -3                          | 0                           |
| Rouge                                | 1,0        | +1,0       | 128    | +128   | 0                           | -                           | 0                           |
| Autres                               |            | −5,7       |        | -649   |                             |                             |                             |
| Total                                | 71,9 %     | 71,9 %     | 13 317 | 13 317 | 35                          | 35                          | 9                           |

Trine Lindborg (travailliste) est élue maire avec Mikal Leigland (Parti du centre) comme vice-maire.